# Bryan González
Bryan Alonso „Cotorro” González Olivan (ur. 10 kwietnia 2003 w Ciudad Juárez) – meksykański piłkarz występujący na pozycji lewego obrońcy lub lewego pomocnika, reprezentant Meksyku, od 2020 roku zawodnik Pachuki.